# In weiter Ferne, so nah!
In weiter Ferne, so nah! (lit. ‘Tan lluny, tan a prop!’) és una pel·lícula del 1993 dirigida pel director alemany Wim Wenders i es tracta de la segona part de Der Himmel über Berlin, dirigida pel mateix Wenders el 1987. La pel·lícula, amb guió de Wenders, Richard Reitinger i Ulrich Zieger, inclou els actors Otto Sander i Bruno Ganz, que repeteixen en els seus papers d'àngels, i altres estrelles com Nastassja Kinski, Willem Dafoe i Heinz Rühmann (en el seu darrer paper com a actor).

## Argument
El mur de Berlín ha caigut; l'àngel Cassiel, com el seu amic Damiel, també vol renunciar a la seva condició d'immortal per esdevenir humà. Això no obstant, a diferència del seu amic, per ell tot es complicarà.

## Repartiment
- Otto Sander - Cassiel
- Bruno Ganz - Damiel
- Nastassja Kinski - Raphaela
- Horst Buchholz - Tony Baker
- Martin Olbertz – Home moribund
- Aline Krajewski - Raissa
- Monika Hansen - Hanna / Gertrud Becker
- Peter Falk – Ell mateix
- Rüdiger Vogler - Phillip Winter
- Heinz Rühmann - Chauffeur Konrad
- Mikhaïl Gorbatxov – Ell mateix
- Tilmann Vierzig - Young Konrad
- Hanns Zischler - Dr. Becker
- Antonia Westphal – Hanna de jove
- Ingo Schmitz - Anton Becker
- Günter Meisner - Falsificador
- Willem Dafoe - Emit Flesti / Ell mateix